# Úrvalsdeild Karla 1919
La Úrvalsdeild Karla 1919 fue la octava edición del campeonato de fútbol islandés. El campeón fue el KR Reykjavík, que ganó su segundo título.

## Tabla de posiciones
|  | Pos. | Equipo          | Pts | PJ | PG | PE | PP | GF | GC | DG  |
|  | ---- | --------------- | --- | -- | -- | -- | -- | -- | -- | --- |
|  | 1.   | KR Reykjavik    | 5   | 3  | 2  | 1  | 0  | 5  | 2  | +3  |
|  | 2.   | Fram Reykjavik  | 4   | 3  | 2  | 0  | 1  | 13 | 4  | +9  |
|  | 3.   | Valur Reykjavik | 3   | 3  | 1  | 1  | 1  | 2  | 3  | -1  |
|  | 4.   | Víkingur        | 0   | 3  | 0  | 0  | 3  | 0  | 11 | -11 |

Pts = Puntos; PJ = Partidos jugados; PG = Partidos ganados; PE = Partidos empatados; PP = Partidos perdidos; GF = Goles a favor; GC = Goles en contra; DG = Diferencia de gol

Jornada 1: Fram Reykjavik 3:0 Valur Reykjavík | Víkingur 0:1 KR Reykjavík

Jornada 2: Fram Reykjavík 8:0 Víkingur | Valur Reykjavík 0:0 KR Reykjavík

Jornada 3: KR Reykjavík 4:2 Fram Reykjavík | Valur Reykjavík 2:0 Víkingur
- Estos partidos son solo una especulación